# Sportvagns-VM 1980
Sportvagns-VM 1980 kördes över totalt 11 omgångar.

## Delsegrare
| Bana                   | Vinnare                                    | Märke   |
| ---------------------- | ------------------------------------------ | ------- |
| Daytona 24-timmars     | Reinhold Joest Rolf Stommelen Volkert Merl | Porsche |
| Brands Hatch 6-timmars | Riccardo Patrese Walter Röhrl              | Lancia  |
| Mugello 6-timmars      | Riccardo Patrese Eddie Cheever             | Lancia  |
| Monza 1000 km          | Alain de Cadenet Desiré Wilson             | Lola    |
| Silverstone 6-timmars  | Alain de Cadenet Desiré Wilson             | Lola    |
| Nürburgring 1000 km    | Rolf Stommelen Jürgen Barth                | Porsche |
| Le Mans                | Jean Rondeau Jean-Pierre Jaussaud          | Rondeau |
| Watkins Glen 6-timmars | Riccardo Patrese Hans Heyer                | Lancia  |
| Mosport 6-timmars      | John Fitzpatrick Brian Redman              | Porsche |
| Vallelunga 6-timmars   | Giorgio Francencia Roberto Marazzi         | Osella  |
| Dijon 1000 km          | Jürgen Barth Henri Pescarolo               | Porsche |

## Märkes-VM

### >2000 cm³
| Plats | Märke     | Poäng |
| ----- | --------- | ----- |
| 1     | Porsche   | 160   |
| 2     | Lancia    | 40    |
| 3     | BMW       | 27    |
| 4     | Ferrari   | 20    |
| 5     | Chevrolet | 10    |
| 6     | Opel      | 3     |

### <2000 cm³
| Plats | Märke   | Poäng |
| ----- | ------- | ----- |
| 1     | Lancia  | 100   |
| 2     | BMW     | 59    |
| 3=    | Porsche | 15    |
| 3=    | Fiat    | 15    |
| 5     | Ford    | 4     |
| 6     | Opel    | 1     |